# Tristan et les Trois Mousquetaires
 (janvier 2015).
Si vous disposez d'ouvrages ou d'articles de référence ou si vous connaissez des sites web de qualité traitant du thème abordé ici, merci de compléter l'article en donnant les références utiles à sa vérifiabilité et en les liant à la section « Notes et références ».
Tristan et les Trois Mousquetaires est un jeu vidéo d'aventure développé par Montparnasse Multimedia et édité par Mindscape. Il est sorti le 12 décembre 2005 et est disponible sous Windows et sous Mac OS 10.2.

## Système de jeu
Le Cardinal de Richelieu a dérobé les bijoux de la couronne, il a placé plusieurs de ses gardes dans une ruelle du quartier Saint Germain pour retrouver d'Artagnan qui lui a volé un de ses ferrets. Mais d'Artagnan confia à Tristan ce ferret, sans que les gardes le sachent.
- Acte 1: Dans les ruelles de Saint Germain
- Acte 2: Le Louvre
- Acte 3: Le chemin vers l'Hôtel de Ville
- Acte 4: Course contre le temps